# Isothecium bifarium
Isothecium bifarium là một loài rêu trong họ Brachytheciaceae. Loài này được Hook. Brid. mô tả khoa học đầu tiên năm 1827.